# Hamont
Hamont (Limburgs: Haëmet) is een Belgische stad behorend tot de gemeente Hamont-Achel in het noorden van de provincie Limburg. Tot 1977 vormde het een zelfstandige gemeente waarna het met buurgemeente Achel fuseerde tot een nieuwe gemeente.

## Etymologie
In 1257 werd Hamont voor het eerst vermeld. De naam kan zijn afgeleid van Haag-Mont dat omheinde beboste helling betekent, ofwel van Hameide dat omheinde plaats betekent.

## Geschiedenis
Archeologisch onderzoek heeft grafheuvels uit de bronstijd blootgelegd. Ook zijn er overblijfselen uit de Romeinse tijd, waaronder een muntschat, gevonden.
Het gebied van Hamont, Achel en Sint-Huibrechts-Lille behoorde in de vroege middeleeuwen tot het kapittel van de Sint-Servaaskerk in Maastricht. Dit blijkt uit een document van 1139. Sedert 1275 kwam het domein geleidelijk onder invloed van de heren van Boxtel die voogd van het kapittel waren. Dit leidde tot het ontstaan van de vrije heerlijkheid Grevenbroek waar Hamont deel van uitmaakte. Hamont had hierin een speciaal statuut. Begin 14e eeuw had het al een stedelijk karakter en de welvaart nam toe toen in 1307 handeldrijvende Lombarden zich in het stadje vestigden. In juli 1347 vond de Slag bij Hamont plaats tegen de opstandige Luikenaren. De slag verliep desastreus voor het Hertogdom Brabant en Gelre, Reinoud III van Gelre raakte gewond en verloor belangrijke mannen als Hubert II van Culemborg en Robert van Arkel. In de tweede helft van de 14e eeuw werd een omwalling aangelegd met twee stadspoorten erin: een op Budel en een op het Kasteel Grevenbroek. Aan de noordzijde verrees een kleine bakstenen burcht waarvan de fundamenten in 1994 werden blootgelegd. In 1388 verrees een hospitaal met kapel en omstreeks deze tijd kreeg Hamont beperkte stadsrechten. Een gewapend conflict in 1401 leidde ertoe dat Grevenbroek, en ook Hamont, onder invloed van het prinsbisdom Luik kwam. Het speciaal statuut werd afgeschaft. In 1468 vond een strafexpeditie plaats door Karel de Stoute aangezien het prinsbisdom Luik in oorlog met hem is geweest. In 1493 woedde er een stadsbrand.
In 1585 kocht het prinsbisdom ook de overige rechten van de heerlijkheid en werd Grevenbroek de facto afgeschaft. Hamont was een zogenoemde goede stede van het Graafschap Loon.
Ondertussen was een tijd aangebroken waarin oorlogen, epidemieën en stadsbranden de economie verwoestten.
In 1595 vond er te Hamont een tragische heksenverbranding plaats: de 'heks' Griet en haar dochter kwamen om op de brandstapel. In 1599 en 1600 werd de stad geteisterd door Spaanse troepen (zie: Muiterij van Diest) en in 1642 door Hessische troepen.
Ook werd Hamont in 1648 een grensgemeente, waaraan een douanepaal uit 1662 op Budels gebied nog herinnert. Pas in de 18e eeuw vond weer een opbloei plaats, mede door de teutenhandel. De teuten zorgden voor een aantal statige huizen waarvan enkele nog steeds bestaan. In 1756 woedde er weer een grote stadsbrand, waarna huizen met de kopse kant naar de markt werden gebouwd.
In 1782 kreeg Hamont van de Luikse prins-bisschop toestemming en de nodige gelden om een perron op te richten dat tegelijkertijd als waterpomp en schandpaal fungeerde. Deze pomp werd aan het einde van de Tweede Wereldoorlog vanwege gevechtshandelingen in 1944 door Britse militairen vernield en in 1989 gereconstrueerd. Overigens raakte Hamont in 1796 zijn stadsrechten kwijt.
De Belgische opstand richtte in 1830 schade aan, maar daarna kwam er een opleving. Zo werd in 1844 het Kempens Kanaal gegraven en in 1869 begon men met de aanleg van de IJzeren Rijn, zodat er in 1879 ook een spoorwegstation kwam. In 1836 vestigden de Ursulinen zich in Hamont, waar ze onderwijs verzorgden. De Augustinessen of Zwarte Zusters volgden in 1889. Zij wijdden zich onder meer aan bejaardenzorg. In 1902 kwamen de Salvatorianen naar 't Lo, en zij stichtten er een college.
In de 19e eeuw kwam er industrie in de vorm van steenbakkerijen, sigarenfabrieken en leerlooierijen en in 1853 een wasblekerij die uitgroeide tot een belangrijke kaarsenfabriek, de firma Spaas, die tegenwoordig nog steeds bestaat en 220 werknemers heeft.
De Eerste Wereldoorlog bracht de aanleg van de Draad met zich mee. In 1915 werd het gebied van Achel-Hamont aldus afgesloten van de rest van België doordat deze afscheiding ten zuiden van de dorpen kwam. In 1916 kwam de draad daadwerkelijk langs de grens te lopen en werd het gebied afgegrendeld van Nederland. Op 18 november 1918, een week na de wapenstilstand, vloog een Duitse munitietrein op het volle emplacement in brand en ontplofte. Volgens berichten werden 1000 Duitse soldaten in de munitietrein en een in de buurt geparkeerde Rode Kruistrein gedood of ernstig gewond. Als door een wonder vielen geen burgerslachtoffers. Wel was de schade in heel Hamont groot. Zie ook het hoofdartikel: Ramp van Hamont.
In 1977 werd Hamont met Achel samengevoegd tot de fusiegemeente Hamont-Achel, die in 1985 werd verheven tot stad.

## Demografische ontwikkeling
- Bronnen:NIS, Opm:1831 tot en met 1970=volkstellingen; 1976 = inwoneraantal op 31 december

## Spoorwegen en busvervoer
Hamont ligt aan de vroegere internationale spoorverbinding de IJzeren Rijn en was het grensstation een groot station met veel werkgelegenheid. In 1957 werd het reizigersverkeer opgeheven. Om Hamont te blijven ontsluiten is er naast de lokale streekvervoerbuslijnen ook een langeafstandsbusdienst 307 ingesteld van Hamont naar Leuven en Brussel (zie ook: Buslijn 179 (Brussel VUB - Leuven - Beringen - Leopoldsburg - Hamont)). In 2014 is het station heropend voor het reizigersverkeer vanuit België.

## Bezienswaardigheden

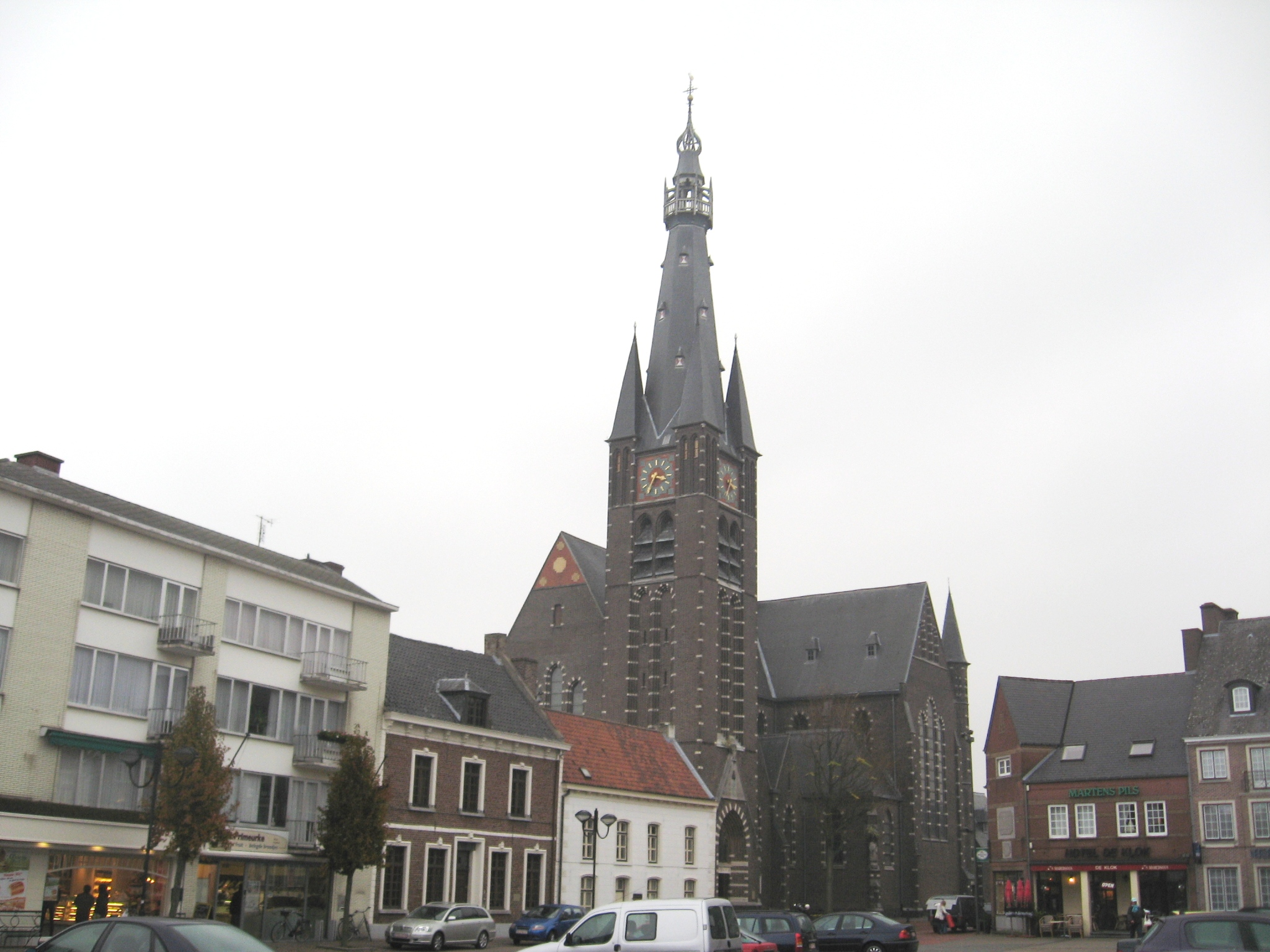
De Sint-Laurentiuskerk

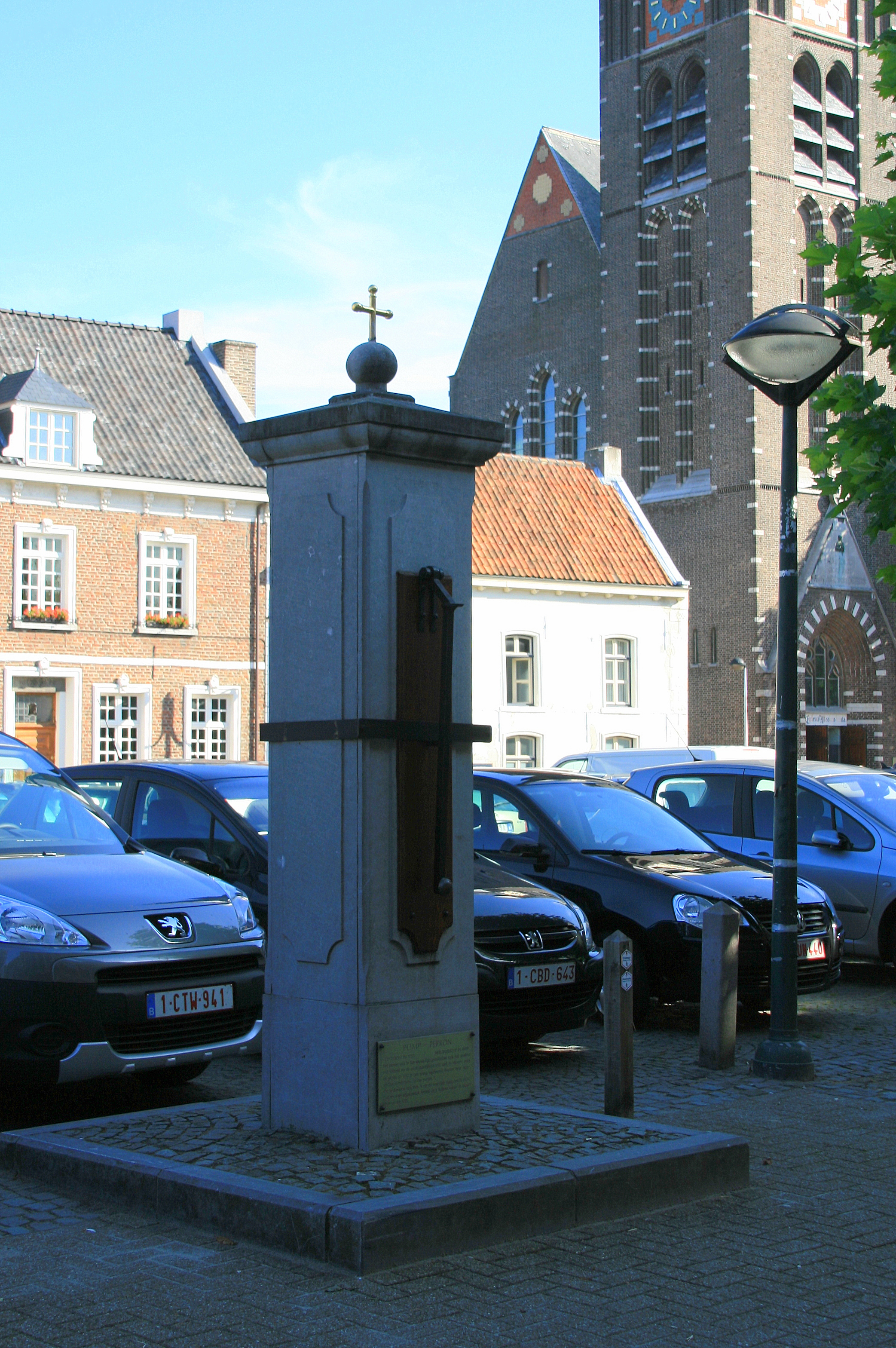
Pomp-perron

Het centrum van Hamont is niet groot. Het wordt gedomineerd door het marktplein, in de vorm van een langgerekte driehoek, en de kerk. Her en der verspreid staan bijzondere huizen. Buiten het centrum zijn drie kloosters te vinden en een windmolen.
- De Sint-Laurentiuskerk is een neogotische kerk die gebouwd is in 1903-1904 en ontworpen door Jos Cuypers en Jan Stuyt. In de kerk bevinden zich zes laatgotische beelden en een Sedes Sapientiae uit de 14e eeuw. De kerk heeft glas-in-loodramen van Gustave Ladon en Osterrath, en een 18e-eeuwse preekstoel. Achter de kerk zijn zeldzame arduinen grafstenen te vinden die daar zijn geplaatst toen het kerkhof in 1889 werd opgeruimd. De oudste is van 1620. Een steen uit 1719 is van de teut Mathias Thijs. Voorts is daar het grafmonument van Antonius Mathijsen, uitvinder van het gipsverband, uit 1878.
- Het Ursulinenklooster is een neogotisch gebouw uit 1913-1914 dat is ontworpen door Pierre Cuypers. Merkwaardig is het feit dat de kapel zich op de eerste verdieping bevindt, waarbij de zijbeuken op de begane grond worden ondersteund door gaanderijen. Tegenwoordig bevat het complex scholen, een bibliotheek en dergelijke.
- Het Klooster van de Zwartzusters met een neogotische kapel uit 1930. De Zwartzusters of Augustinessen uit Sint-Truiden vestigden zich hier in 1889 om zich aan gezondheidszorg te wijden nadat een epidemie van difterie was uitgebroken. Tegenwoordig worden vooral ouderen opgevangen.
- Het pomp-perron werd opgericht in 1782. Het was een hardstenen pomp met aan de bovenzijde de voor een perron kenmerkende bol met kruis. Tevens werd het als schandpaal gebruikt. In 1944 werd het pomp-perron vernield, maar in 1989 weer herbouwd.
- Boerderij De Wal uit 1878 is een boerderij met koetshuis, waar tegenwoordig ateliers in zijn gevestigd voor amateurkunstenaars.
- De Napoleonsmolen, een hoge windkorenmolen uit 1804.
- De Draad, een replica van de onder hoogspanning staande grensversperring tijdens de Eerste Wereldoorlog.
- Kasteel Beverbeek is een kasteelachtig landhuis uit 1889. Het is gebouwd in opdracht van Peter Slegers in Engelse tudorstijl. De architect was Mathieu Christiaens. Het kasteeltje wordt omsloten door een domein van 3 ha.

## Monumentale teutenhuizen en andere woonhuizen
Een aantal monumentale woonhuizen heeft in 1997 de monumentenstatus verkregen, zoals:
- Huis Rijcken, Stad 37, uit 1655 is het oudste nog bestaande huis in Hamont, en het is gebouwd vlak na de verwoesting van de stad door Lotharingse troepen in 1654. De bovendorpel toont het jaartal en een dubbel familiewapen. In 1786 betrok de teutenfamilie Rijcken dit huis.
- Huis Cuppens, Stad 39, met een 17e-eeuwse kern. Als De Prins van Luik bekend als herberg en later woonde er een horlogemaker.
- Huis Gijbels, Stad 27, een oorspronkelijk 18e-eeuws breedhuis waar ook schouten hebben gewoond, vandaar de leuze: Quid nocuisse juvat (wat baat het, iemand schade te berokkenen).
- Huis Hegge, Stad 32, is een van de huizen met de kopse kant naar de markt, gebouwd na de stadsbrand van 1756. Dit huis is in 1796 door de teut Jacob Feijen. Gerenoveerd in 1985.
- Huis Engelen, Stad 44, gebouwd in 1875 door de familie van teuten en fabrikanten Spaas, onder meer bekend van de kaarsenfabriek.
- Huis Feyen is een 18e-eeuwse stadswoning die omstreeks 1880 werd verbouwd door Adriaan Feyen en is nu pension Villa Christina

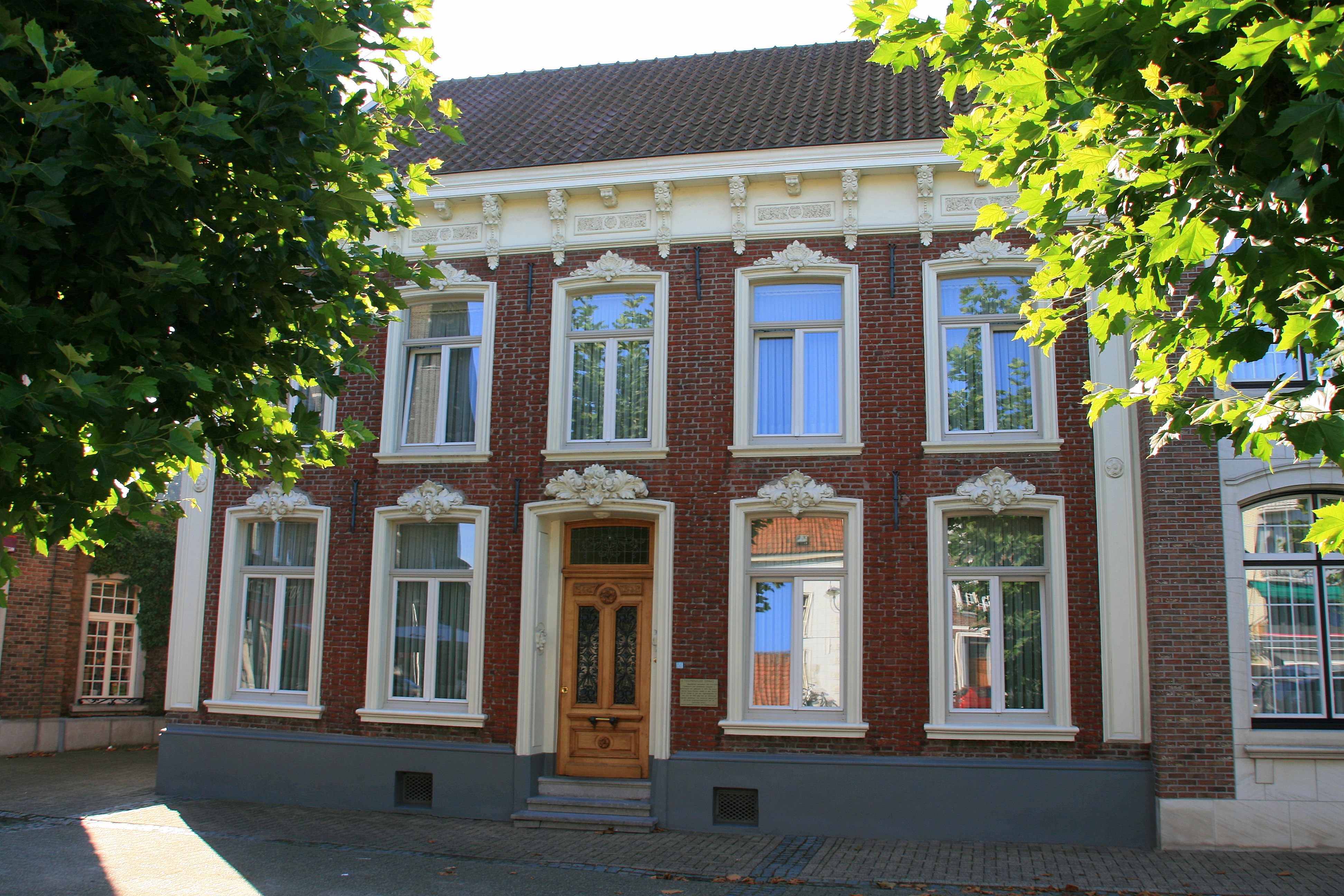
Huis Spaas

- Huis Spaas Stad 21, uit 1882, gebouwd door de Teutenfamilie Spaas.
- Huis Simons is een neoclassicistisch teutenhuis uit 1885 en heette oorspronkelijk De Gulden Poort. Er was ooit nog een koffiebranderij en een atelier voor kerkgewaden in gevestigd.
- Villa Martina, aan de Schutterijstraat, uit 1914, gebouwd door Frederik Van Waesberghe, een vroegere zouaaf. Martina was zijn vrouw.
- Huis Lenders, aan de Budelpoort, was eigendom van een brouwer.
- Huis Spaas, aan de Stationsstraat, gebouwd door Henri en Mathieu Rijcken, die in 1885 een stoomweverij oprichtten. Daarna was het van sigarenfabrikant Calixt Feyen en sedert 1932 van de familie Spaas.
- 't Boerke, aan de Achelpoort/Kapelstraat, is het oudste winkelpand van Hamont, uit 1876. Nu een kinderdagverblijf.
- Villa Somers, bij de Budelpoort, is een dokterswoning uit 1902.

## Bekende Hamontenaren
- Jakob Beks, acteur
- Bart Biemans, profvoetballer
- Stefan Boonen, jeugdboekenschrijver
- Rob Derickx, illustrator
- Marc Emmers, ex-profvoetballer
- Marc Hendrikx, profvoetballer
- Roeland Hendrikx, klarinettist, musicus
- Jonathan Holslag, docent internationale politiek aan de VUB
- Bernard Frans Van Vlierden alias Bernard Kemp, schrijver
- Louis Keunen, burgemeester van Hamont
- Joseph Keunen, letterkundige
- Dr. Antonius Mathijsen, uitvinder gipsverband
- Roy Sentjens, voormalig profwielrenner
- Annie Pepers alias Maria van der Steen, schrijfster
- Elise Mertens, tennisster
- Marc Didden, regisseur en columnist
- Jelle Vanendert, wielrenner
- Corneille Driezen, kunstenaar, musicus, dichter

## Naburige kernen
Achel, 't Lo, Budel, Budel-Schoot, Lozen, Sint-Huibrechts-Lille